# Grand Prix de Fourmies 1992
La 60e édition du Grand Prix de Fourmies a eu lieu le 13 septembre 1992. Elle a été remportée par l'Allemand Olaf Ludwig.

## Classement final
Olaf Ludwig remporte la course en parcourant les 210 kilomètres en 5 h 16 min 42 s à la vitesse moyenne de 39,785 km/h.
| \| Classement général \| Classement général \| Classement général \| Classement général \| Classement général \| \| Coureur \| Coureur \| Pays \| Équipe \| Temps \| \| ------------------ \| ------------------ \| ------------------ \| ------------------- \| ------------------ \| \| 1er \| Olaf Ludwig \| Allemagne \| Panasonic-Sportlife \| 5 h 16 min 42 s \| \| 2e \| Stéphane Hennebert \| Belgique \| Lotto-Mavic-MBK \| + 0 s \| \| 3e \| Mauro Gianetti \| Suisse \| Lotus-Festina \| + 0 s \| \| 4e \| Norman Alvis \| États-Unis \| Motorola \| + 0 s \| \| 5e \| Louis de Koning \| Pays-Bas \| Panasonic-Sportlife \| + 0 s \| \| 6e \| Ad Wijnands \| Pays-Bas \| TVM-Sanyo \| + \| \| 7e \| Phil Anderson \| Australie \| Motorola \| + \| |                    |            |                     |                 |
| |                    |            |                     |                 |
| Source : Cycling Archives |                    |            |                     |                 |
| Classement général |                    |            |                     |                 |
| Coureur | Coureur            | Pays       | Équipe              | Temps           |
| 1er | Olaf Ludwig        | Allemagne  | Panasonic-Sportlife | 5 h 16 min 42 s |
| 2e | Stéphane Hennebert | Belgique   | Lotto-Mavic-MBK     | + 0 s           |
| 3e | Mauro Gianetti     | Suisse     | Lotus-Festina       | + 0 s           |
| 4e | Norman Alvis       | États-Unis | Motorola            | + 0 s           |
| 5e | Louis de Koning    | Pays-Bas   | Panasonic-Sportlife | + 0 s           |
| 6e | Ad Wijnands        | Pays-Bas   | TVM-Sanyo           | +               |
| 7e | Phil Anderson      | Australie  | Motorola            | +               |